# 418 Alemannia
418 Alemannia је астероид главног астероидног појаса. Приближан пречник астероида је 34,10 km,
а средња удаљеност астероида од Сунца износи 2,592 астрономских јединица (АЈ).
Инклинација (нагиб) орбите у односу на раван еклиптике је 6,819 степени, а орбитални период износи 1524,492 дана (4,173 године). Ексцентрицитет орбите астероида износи 0,118.
Апсолутна магнитуда астероида износи 9,77 а геометријски албедо 0,187.
Астероид је откривен 7. септембра 1896. године.